# سيكا أوسي
سيكا أوسي (بالإنجليزية: Sika Osei)‏ (مواليد 1985) هي مُمثلة غانية.

## الجوائز والترشيحات
- جوائز الفيلم الذهبي 2018 – فاز الفيلم الذي شاركت فيه والذي حمل عُنوان (بالإنجليزية: In Line)‏ بجائزة أفضل فيلم.[6][7][8]
- جوائز الفيلم الذهبي 2019 – رُشحت للتنافُس على جائزة أفضل فيلم كوميدي عن دورها في فيلم (بالإنجليزية: Bad Luck Joe)‏.[9]
- جوائز الأكاديمية الأفريقية للأفلام 2018 – رُشحت للتنافس عن جائزة الأكاديمية الأفريقية للأفلام لأفضل ممثلة في دور رئيسي عن دورها في فيلم «عصابة سايدشيك» (بالإنجليزية: Sidechic Gang)‏.[10]
- رُشحت للتنافس على جائزة (بالإنجليزية: Lagos 30 Under 40 )‏.[11]

## روابط خارجية
سيكا أوسي على موقع IMDb (الإنجليزية)